# 堤川艾滋病事件
堤川艾滋病事件（韓語：제천 에이즈 사건，제천 AIDS 사건），是2009年發生於大韓民國忠淸北道堤川市的艾滋病大規模感染事件，源頭來自一位男性全某（年齡27）出租車司機。